# Deuteronomos effractaria
Deuteronomos effractaria là một loài bướm đêm trong họ Geometridae.